# Alianza Evangélica Española

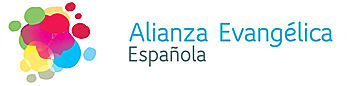
Logotipo de la Alianza Evangélica Española

La Alianza Evangélica es la corporación interdenominacional más antigua del actual protestantismo evangélico. Tuvo su origen en Londres en 1846 con objeto de promover la unidad cristiana y la defensa del cristianismo bíblico sobre la base de una declaración de fe netamente evangélica.
La Alianza Evangélica Española (AEE) se fundó en septiembre de 1877, si bien esta no llegó a constituirse legalmente hasta 1914. Actualmente, en España, es la asociación evangélica más antigua. Sus principales actividades fueron la celebración de varios Congresos Evangélicos y la defensa de los evangélicos perseguidos o vejados a causa de su fe.
La Alianza Evangélica Española está integrada en la Alianza Evangélica Europea y en la Alianza Evangélica Mundial, que representan a millones de cristianos evangélicos y llevan su voz a instituciones como el Parlamento Europeo y las Naciones Unidas.
A la Alianza Evangélica Española perteneces aproximadamente el 99% de ramas cristianas pertenecientes a Federación de Entidades Religiosas Evangélicas de España.

## Historia
Durante los siglos XIX y XX, se debate en España en torno a la polémica cuestión de la libertad de conciencia como un derecho que debería ser reconocido a cada español. Uno de los protagonistas en el largo proceso en la conquista de este derecho ha sido la Alianza Evangélica Española. Desde su nacimiento en 1877, éste ha sido uno de sus dos objetivos prioritarios. El otro, el de fomentar la unidad de los cristianos evangélicos.[cita requerida]
La primera organización de este tipo se desarrolló en Gran Bretaña en 1846. En este país se había producido un fuerte movimiento de renovación espiritual que dio lugar a la proliferación de diferentes grupos evangélicos disidentes de la Iglesia anglicana. En pocas décadas estos grupos se hicieron fuertes, multiplicándose el número de creyentes, de comunidades y de locales de culto en todo el país y sus colonias. Preocupados por la imagen de fragmentación que podrían estar dando ante la sociedad británica, se propusieron organizar un foro en el que todos los evangélicos tuvieran cabida, que fomentara –desde el respeto a las particularidades de cada denominación protestante- los lazos de sociabilidad, y que aumentara y consolidara la sensación de pertenecer a una misma familia, a la “familia de la fe”. La idea fue acogida en los medios protestantes y se extendió rápidamente a otros países, los cuales suscribieron la iniciativa de manera que organizaron su propia rama de esta asociación.
Pronto se percibió la necesidad de establecer como actividad fundamental la defensa de los evangélicos, muy especialmente en aquellos países en los que no existía la libertad de conciencia y de culto como un derecho reconocido legalmente a los ciudadanos. Así se consolidó la Alianza como asociación de sociabilidad protestante transnacional que colaboró a fortalecer la imagen de identidad colectiva -protestante- especialmente en aquellas comunidades surgidas en países sin tradición de pluralidad religiosa, como en España.
La existencia de esta asociación religiosa en España disidente del catolicismo y su intermitente dinamismo han estado ineludiblemente condicionados por los propios cambios y fluctuaciones acaecidos en la coyuntura del país, dado el carácter confesional del Estado español y el tipo de actividad de la Alianza.

### De las Cortes de Cádiz a la Restauración borbónica
En el siglo XIX, y bajo la influencia de la Revolución Francesa, hubo algunos intentos de establecer un régimen constitucional lo suficientemente estable como para permitir un proceso de modernización social, económica y política. Grupos liberales españoles protagonizaron desde la Constitución de 1812 la pugna por el establecimiento de un sistema parlamentario constitucional que reconociese entre otros el derecho a la igualdad, a la libertad, a la propiedad y también el derecho a la libertad de prensa y de opinión.
Ahora bien, a pesar de que un reducido número de liberales españoles consideraban el derecho a la libertad de conciencia uno de los derechos inalienables del ser humano, este no se vio reflejado en el texto constitucional de las Cortes de Cádiz por el gran peso de la Iglesia católica en el talante de numerosos diputados de aquellas Cortes. Lo mismo sucedió en las siguientes constituciones que se fueron promulgando, que mantuvieron la confesionalidad católica del Estado español.
En este contexto fueron dadas a conocer a las comunidades protestantes que se estaban estableciendo en España (éstas, en la clandestinidad más absoluta) y por medio de protestantes españoles exiliados, las actividades de la Alianza Evangélica Internacional. La política de intolerancia religiosa del gobierno de Isabel II tuvo su expresión más contundente en el proceso que se abrió en Barcelona, Granada y Málaga contra Manuel Matamoros y compañeros suyos acusados de proselitismo protestante. La noticia del encarcelamiento de Matamoros y su confesión de fe ante el tribunal despertó las mayores simpatías en Europa.
La indignación en los círculos protestantes europeos y de la opinión pública internacional hizo que la Alianza Evangélica Internacional entrara en escena;[cita requerida] primero, al obtener permiso para visitar al reo en la cárcel y promover diferentes manifestaciones a favor de los presos españoles en Alemania, Francia, Gran Bretaña, Dinamarca, etc. Luego, una delegación de dignatarios se desplazó a España para negociar ante el gobierno de Isabel II una solución más humana. Sus argumentos, sumados a la presión de la opinión pública internacional, tuvieron efecto y consiguieron que la pena de prisión fuera conmutada por la de destierro en igual número de años de duración de la condena inicial.
Este episodio hizo que los protestantes españoles mostraran un gran interés por la asociación y sus actividades; prueba de ello es la visita que Antonio Carrasco –compañero de prisiones de Matamoros- realizó a la conferencia internacional celebrada en Ámsterdam en 1867 y la que hizo a la de Nueva York en 1873, de la que lamentablemente no regresó con vida por causa del naufragio del Ville du Havre en el que viajaba. La noticia de la muerte de este protagonista de la lucha por la libertad de conciencia quedó ampliamente reflejada en la prensa del momento.
No fue hasta la Constitución de 1869 que se reconoció y respetó la existencia de españoles que profesaban una fe distinta de la oficial. No contemplaba la instauración del Estado laico, pero sí reconocía los derechos de los españoles disidentes del catolicismo. En este período aparecieron en España la mayoría de las misiones extranjeras y se legalizaron las comunidades clandestinas. También regresaron los numerosos españoles exiliados por motivos de conciencia.

### De la Restauración borbónica a la II República
Este período de libertades y respeto duró poco -hasta 1876-, cuando se restauró la monarquía borbónica y se promulgó una nueva Constitución de corte mucho más conservador que se mantuvo hasta 1923. En este tiempo se desarrollaron las comunidades evangélicas españolas establecidas al amparo de las garantías y libertades que había ofrecido la I República. Y es en esta situación en la que la supervivencia de estas comunidades se hizo más precaria debido a la interpretación más o menos restrictiva del artículo 11 de la Constitución por parte de las autoridades, dando lugar a conflictos de convivencia.
Entonces comenzó también su andadura la rama hispano-lusitana de la Alianza Evangélica Internacional. En 1877 publicó un folleto que resumía las bases de la asociación, su objeto y los resultados prácticos obtenidos hasta la fecha. Esta iniciativa fue apoyada ampliamente por los máximos representantes de comunidades protestantes estables en el país, lo que se puso de manifiesto suscribiendo el lema: Unum Corpus sumus in Christo.

Como botón de muestra de las primeras actividades, que fueron anunciadas en los diferentes medios de difusión disponibles, tenemos la propuesta de dedicar en todas las iglesias protestantes los primeros jueves de cada mes a la oración. Ejemplos: para el mes de septiembre de 1878 se propuso orar por “todos los que están en autoridad y en posiciones de influencia, por la paz, la justicia y la abolición de la esclavitud”. O para el mes de noviembre del mismo año: “que se afirme en nuestro país la libertad religiosa”. Más explícita resultaba aún la convocatoria de oración del 1878 para febrero:
“… Por la nación. Por todas las autoridades de España, para que gobernándola en justicia y equidad, amparen los derechos de todos sin distinción de color religioso. Porque los adeptos de las varias religiones respeten la de los demás, conservando antes así la fraternidad de hijos de un mismo pueblo.”
Todo ello sin olvidar las necesidades de apoyo y solidaridad mutua emanadas de la existencia de protestantes en España y del desarrollo de sus actividades. Ejemplo de iniciativas llevadas a cabo sería la emprendida en 1910 a favor de la libertad de cultos, para lo que se organizó una campaña a nivel nacional. Como conclusión, una comisión elevó un escrito a las Cortes al que adjuntaban 100.000 firmas de ciudadanos que solicitaban la derogación de las obsoletas leyes que impedían la pluralidad religiosa.
Fue en este período- en junio de 1914- que se constituyó legalmente la Alianza Evangélica Española, organizándose en diversas Comisiones encargadas de la difusión de la fe, de la defensa mutua, de la organización de eventos -por ejemplo, los congresos evangélicos celebrados en 1919 y 1929- y de la obra social.

### ElsigloXX. Entre la II República y la democracia
La proclamación en 1931 de la II República en España abrió las puertas de la completa libertad de conciencia de forma radical, ya que por primera vez en la historia de España se proclama el laicismo del Estado desde el propio texto constitucional, lo que fue saludado por todos los españoles evangélicos con júbilo no disimulado. En líneas generales pudieron manifestarse sin conflictos, convocaron reuniones, conferencias, mítines y hasta un nuevo Congreso Evangélico en 1934. Sin olvidar su compromiso social: la AEE abrió una suscripción en 1934 para socorrer a los huérfanos de Asturias, sin distinción de ideas políticas ni de creencias religiosas.
Poco duraría esta situación, ya que, como consecuencia de la guerra civil española y la consiguiente instauración de la dictadura franquista, en 1939 se acabó con los logros alcanzados en materia de pluralidad religiosa. Se terminaron todo tipo de libertades y derechos costosamente adquiridos por los españoles, entre ellos, el de la libertad de conciencia. Las actividades protestantes quedaron restringidas drásticamente: en el mejor de los casos se permitieron las reuniones a puerta cerrada. En muchos lugares se precintaron, expoliaron e incautaron los templos evangélicos, se prohibieron las reuniones, se clausuraron las escuelas y numerosos protestantes fueron represaliados. En esta coyuntura la Alianza Evangélica Española tuvo que ser disuelta.
Con el Fuero de los Españoles (1945) quedó restaurada la confesionalidad católica del Estado español y se recluyó a la más estricta privacidad cualquier otra creencia religiosa. El Fuero de los Españoles abrió un período de intolerancia religiosa, pero permitió que se reanudasen ciertas actividades. En pocos años se organizó la Comisión de Defensa inspirada en la antigua comisión de la AEE y auspiciada por esta. Tuvo que desarrollar una febril actividad debido al gran número de conflictos y atropellos que los evangélicos tuvieron que soportar a lo largo de las décadas de dictadura.
Las causas más frecuentes de actuación de la Comisión de Defensa fueron:
1. Por conflictos suscitados con reclutas evangélicos en el acto de la jura de bandera, puesto que se les exigía la asistencia a misa y que se arrodillasen en el momento de la consagración.
2. Por la retención de los permisos para contraer matrimonio civil a las parejas de novios en las que al menos uno de ellos había sido bautizado por sus padres, dado que la Iglesia Católica los consideraba aún miembros de la misma a pesar de haberse convertido a otra confesión.
3. Por la clausura de templos evangélicos.

Durante la década de los 50, la hostilidad fue grande debido a la firma del concordato con la Santa Sede en 1953. Ello se tradujo en un control asfixiante de los ministros de culto, de las actividades de los grupos y del número de asistentes a las reuniones; los sermones se investigaban con minuciosidad; la campaña culminó con el cierre de dos seminarios teológicos protestantes –uno en Madrid, el otro en Barcelona- y la sistemática negativa a conceder permisos para organizar actividades.
Las conclusiones del concilio Vaticano II (clausurado en 1965) y el viraje de la Iglesia Católica hacia otras confesiones obligaron al gobierno a revisar su política en materia religiosa, de manera que la ley vigente correspondiente fue modificada en 1966 en los términos siguientes: “El Estado asumirá la protección de la libertad religiosa, que será garantizada por una eficaz tutela jurídica que a la vez salvaguarda la moral y el orden público”. A partir de entonces pudieron llevarse a cabo más actividades de las propias de la Alianza Evangélica Española, encaminadas a fomentar la sociabilidad entre las comunidades evangélicas.
Desde la llegada de la democracia en España, la Alianza Evangélica Española no ha modificado en absoluto los propósitos que inspiraron su nacimiento: las relaciones de sociabilidad entre protestantes, una apuesta por la acción social y la defensa mutua de los miembros de una misma familia en la fe –como antes otros miembros de la Alianza Evangélica Internacional hicieron por los españoles afectados-, defendiendo la libertad de conciencia allí donde todavía no se respeta, en cualquier lugar del mundo donde se esté hostigando a las personas por motivos religiosos.

## Propósito
El propósito de la Alianza Evangélica Española viene expresado en el eslogan: “Juntos para transformar el mundo”, para lo cual promueve la unidad de las iglesias cristianas de confesión evangélica. Esta viene definida por una común base teológica tal como la expresa la Alianza Evangélica Mundial.
Con este propósito como objetivo, la AEE organiza eventos como la anual Semana Unida de Oración desde la fundación de la entidad y los Seminarios de Teología y Psicología Pastoral cada dos años desde 1987. Ha organizado además varias Jornadas de Bioética, algunas en colaboración con otras entidades. La Alianza participa en la organización del Fórum de Apologética, asimismo cada dos años, desde 2006.
Importantes en la Alianza para el desarrollo de su propósito son actividades como los medios de comunicación y la acción social de la Iglesia, lo cual ha dado lugar a la creación de entidades vinculadas, que con el tiempo han llegado a ser entidades jurídicas autónomas, como Areópago Protestante y Alianza Solidaria.

## Comisiones
La Alianza Evangélica Española busca dar respuestas bíblicas a las situaciones cambiantes de la sociedad. Para ello se ha dotado de una estructura interna que facilite la reflexión y amplíe la participación de los cristianos evangélicos.
La AEE está compuesta por varias Comisiones que desarrollan las diversas áreas de trabajo en que se diversifica su actividad. Son las siguientes:

### Comisión Fortalecimiento de la Iglesia
Su objetivo es promover los recursos necesarios para el fortalecimiento espiritual de los cristianos, como, por ejemplo, la formación teológica, mediante encuentros y publicaciones, así como el grupo de trabajo de oración, responsable de la organización de la Semana Universal de Oración en coordinación con el resto de las Alianzas Evangélicas europeas.

### Comisión Iglesia y Sociedad
Esta Comisión tiene como objetivo impulsar acciones que tengan por misión la transformación de la sociedad por una influencia bíblica. Los grupos de trabajo incluidos son: Vida pública, Libertad religiosa, Bioética, Familia, Infancia y Memoria histórica.

### Comisión Iglesia en Misión
La finalidad de la misma es la coordinación de las distintas acciones que se desarrollan relacionadas específicamente con la Misión de Dios (Missio Dei). Los grupos de trabajo involucrados son: Misiones, Alianza Joven, Mission-net y Esclavitud XXI.

### Comisión Alianza Solidaria
Su propósito es liderar todo lo que realiza el grupo de trabajo correspondiente, sensibilizando acerca de las necesidades básicas de una población que vive en precariedad. De forma muy especial, Alianza Solidaria se enfoca en la población infantil en riesgo de exclusión, facilitando su acceso a la educación en países como Colombia, Haití, Honduras y Perú. También trabaja con refugiados en países como Irak y Líbano. Este propósito se alcanza a través de proyectos puestos en marcha en el ámbito de la Cooperación Internacional al Desarrollo. Alianza Solidaria también participa en la red evangélica contra la pobreza: Miqueas Global.

### Comisión Areópago Protestante
Esta Comisión tiene como misión fomentar la presencia e influencia del punto de vista cristiano evangélico en la sociedad, a la vez que facilita información a sus lectores para que tengan la posibilidad de formar un criterio adecuado y favorecer la comunicación y relación. Esta labor se realiza a través de Protestante Digital, GL, Global Radio, Premio Unamuno y ADECE.

## Miembros
La membresía de la AEE es individual, según reza en su página web. La AEE está abierta a todos los miembros de las iglesias evangélicas, en tanto acepten la Declaración de Fe.
A la Alianza Evangélica Española perteneces aproximadamente el 99% de ramas cristianas pertenecientes a Federación de Entidades Religiosas Evangélicas de España.
Algunas ramas cristianas que pertenecen a esta alianza:
- Asamblea Cristiana
- Asambleas de Dios de España
- Asambleas de Hermanos
- Federación de Iglesias de Dios de España (FIDE)
- Federación de Iglesias Evangélicas Independientes de España (FIEIDE)
- Federación de Iglesias Evangélicas Pentecostales de España (FIEPE)
  - Iglesia evangélica Filadelfia
- Fraternidad Pentecostal y Carismática de España
  - Iglesia Cuerpo de Cristo
- Iglesia Evangélica Española (IEE) (Es una Iglesia protestante formada por la unión de comunidades presbiterianas, congregacionalistas, metodistas, luteranas y valdense.[14])
- Iglesia del Evangelio Cuadrangular
- Iglesias Buenas Noticias
- Iglesias de Cristo
- Iglesias de la Biblia Abierta (es una federación de Iglesias Evangélicas Pentecostales, llamadas a ser un órgano vital en el Cuerpo de Cristo)
- Reconcíliate con Dios
- Unión Evangélica Bautista de España (UEBE)

## Presidentes
Lista de los presidentes de la Alianza Evangélica Española desde su restauración después de la guerra civil española:
- Enrique Haselden (1955-56)
- Ernesto Trenchard (1957-67)
- José Mª Martínez (1968-71; 1978-81)
- José Grau (1972-73)
- Juan Solé (1974-77; 1982-84)
- Rodolfo González (1985-86)
- Pedro Puigvert (1987-93)
- Antonio Ruiz (1994-98)
- Pablo Martínez (1999-2008)
- Pedro Pérez (2009-10)
- Amable Morales (2011-2016)
- Marcos Zapata (2017-  )